# راسل کرو
راسل ایرا کرو (انگلیسی: Russell Ira Crowe؛ زادهٔ ۷ آوریل ۱۹۶۴) بازیگر و فیلم‌ساز است. او که در نیوزیلند به دنیا آمده، ۱۰ سال از دوران کودکی خود را در استرالیا گذراند و از ۲۱ سالگی برای همیشه در آن‌جا ماند. کرو برای بازی در فیلم‌های زندگی‌نامه‌ای شهرت دارد. او ابتدا برای بازی در فیلم جنایی و تحسین‌شدهٔ محرمانهٔ لس آنجلس (۱۹۹۷) شناخته شد و برای به تصویر کشیدن دانشمند جفری ویگاند در درام نفوذی (۱۹۹۹) توانست نظر منتقدان را به خود جلب کند و نامزد دریافت جایزهٔ اسکار بهترین بازیگر مرد شود. کرو در سال ۲۰۰۰ برای بازی در نقش یک فرماندهٔ رومی در درام تاریخی گلادیاتور ساختهٔ ریدلی اسکات مورد تحسین منتقدان قرار گرفت و برندهٔ جایزهٔ اسکار بهترین بازیگر مرد شد.
کرو برای به تصویر کشیدن ریاضی‌دان جان فوربز نش در درام زندگی‌نامه‌ای ذهن زیبا (۲۰۰۱) بار دیگر نامزد دریافت جایزهٔ اسکار شد و توانست جایزهٔ بفتای بهترین بازیگر مرد را کسب کند. او در فیلم جنگی ناخدا و فرمانده: آخر دنیا (۲۰۰۳) ایفای نقش کرد و بوکسور جیم جی برادوک را در فیلم ورزشی مرد سیندرلایی (۲۰۰۵) به تصویر کشید. کرو همکاری با ریدلی اسکات را در فیلم کمدی یک سال خوب (۲۰۰۶)، فیلم تریلر یک مشت دروغ و فیلم اکشن رابین هود (۲۰۱۰) ادامه داد. فیلم‌های او، گانگستر آمریکایی (۲۰۰۷) و ۳:۱۰ به یوما (۲۰۰۷) و وضعیت فعلی (۲۰۰۹) با نقدهای مثبت منتقدان همراه بود.
در دههٔ ۲۰۱۰، کرو در درام موزیکال بینوایان (۲۰۱۲) حضور داشت و نقش جور-ال را در فیلم ابرقهرمانی مرد پولادین (۲۰۱۳) ایفا کرد. او همچنین نقش اصلی درام دینی نوح (۲۰۱۴) و کمدی اکشن مردان خوب (۲۰۱۶) را بر عهده داشت. او در سال ۲۰۱۴ کارگردانی را با ساخت درام آب‌شناس تجربه کرد. او در سال ۲۰۱۹ برای به تصویر کشیدن راجر ایلز در مینی‌سریال بلندترین صدا برندهٔ جایزهٔ گلدن گلوب شد.

## اوایل زندگی
راسل کرو در ۷ آوریل ۱۹۶۴ در شهر ولینگتون، نیوزلند متولد شد، پسر ژاکلین ایون و جان الکساندر کرو، پدر و مادر وی هر دو در کار سینما بودند؛ پدرش همچنین مدیر یک هتل بود. پدربزرگ مادری کرو، استن ویمس، فیلم‌بردار بود که او یک جایزه برای فیلم‌برداری فیلم جنگ جهانی دوم را برد. پدربزرگ پدری کرو، جان دابلدی کرو، اهل ورکسام در ولز، همچنین مادربزرگ مادربزرگ مادربزرگ مادرش مائوری بود. کرو همچنین انگلیسی، آلمانی، ایرلندی، ایتالیایی، نروژی، اسکاتلندی، سوئدی و اصل نسب ولزی دارد. او پسرعموی کاپیتان سابق کریکت نیوزیلند، مارتین کرو و جف کرو و برادرزادهٔ دِیو کرو است.
زمانی که او چهار ساله بود، خانواده‌اش به استرالیا نقل مکان کردند و در سیدنی، ساکن شدند؛ جایی که والدین‌اش حرفه خود را در تهیه غذا مجموعه فیلم و سریال دنبال کردند. پدرخوانده مادرِ کرو، تهیه کننده سریال تلویزیونی استرالیایی Spyforce بود و کرو برای خط دیالوگ در یکی از قسمت های سریال در سن پنج یا شش سالگی استخدام شد.او،نقش مقابل جک تامپسون را داشت. بعدها، در سال ۱۹۹۴، تامپسون نقش پدرِ حامیِ شخصیت همجنس‌گرا کرو را در فیلم مجموع ما بازی کرد. کرو همچنین برای مدت کوتاهی در سریال پزشکان جوان ظاهر شد.
کرو در مدرسه دولتی ووکلوز تحصیل کرد اما بعد به دبیرستان پسران سیدنی منتقل شد. زمانی که او ۱۴ ساله بود، خانواده‌اش به نیوزیلند بازگشتند، او تنها با برادرش، تری در استرالیا و در دبیرستان اکلند ماند (همچنین پسرعموهایش مارتین کرو و جف کرو نیز حضور داشتند). او سپس تحصیلات ثانویه‌اش را در دبیرستان مونت رزکیل تا ۱۶سالگی ادامه داد، زیرا او در این سن، به دنبال جاه طلبی خود برای تبدیل شدن به یک بازیگر،از ادامه تحصیل سر باز زد.

## حرفه

### نیوزیلند
کرو حرفهٔ اش را به صورت تخصصی به عنوان یک موزیسین در اوایل سدهٔ ۱۹۸۰، با راهنمایی دوست خوبش تام شارلین زمانی که او تخت نام استیج "راس لی راک "را اجرا کرد، آغاز کرد. او چندین آهنگ نیوزی لندی شامل " من فقط می‌خواستم شبیه مارلون براندو باشم "، " پیر ۱۳ "، "شیشه خورد شوده "، "هیچ کدام از آن‌ها را فهرست نکرد". را منتشر کرد.
او یک محل برگزاری جشنواره Auckland معروف به " وینو " را در ۱۹۸۴مدیریت کرد. زمانی که او ۱۸ سالش بود یک فرد خیلی خاص بود و در یک ویدیو تبلیغاتی برای درس تئولوژی / مینستری در کالج آوندل، ارائه دهندگان آموزش عالی در هفتم دسامبر در نیو ساوت ولز استرالیا برجسته بود. کرو در ۲۱ سالگی به استرالیا بازگشت.

## فعالیت هنری
اولین حضور حرفه‌ای وی، بازی در اپیزودی از سریال تلویزیونی نیروی جاسوس بود در حالی‌که تنها ۶ سال داشت. از ۱۲ سالگی به‌طور جدی آموختن حرفه‌ای بازیگری را آغاز کرد و آن را تا ۱۸ سالگی ادامه داد.
اولین نقش‌های مهمش در درام‌هایی مانند عبور (۱۹۹۰) و مدرک بود. او با ایفای نقش از یک نژادپرست روانی در ساختهٔ فری رایت به نام رمپر استار شهرت جهانی یافت. او با کمک شارون استون به هالیوود راه یافت و با بازی در فیلم برنده و بازنده (۱۹۹۵) کار خود را در هالیوود آغاز کرد.
او با بازی در فیلم گلادیاتور (۲۰۰۰) به چهره‌ای جهانی تبدیل شد. هر چند در سال ۱۹۹۷ با بازی در فیلم محرمانه لس آنجلس خود را به عنوان یک بازیگر طراز اول مطرح نمود.
راسل کرو تنها بازیگری است که ۵ فیلم او در ۷ سال متوالی نامزد جایزه بهترین فیلم سال شده‌اند که سه سال آن متوالی بوده‌است. در سال ۱۹۹۹ برای فیلم نفوذی اولین نامزدی اسکار خود را تجربه کرد. او در این فیلم با یکی از بزرگترین بازیگران تاریخ سینما یعنی آل پاچینو همبازی بود. این فیلم در ۷ رشته نامزد جایزه اسکار بود. در سال ۲۰۰۰ در یکی از فیلم‌های به یاد ماندنی سینما بازی کرد. گلادیاتور فیلمی بود که برای او جایزه اسکار را به خاطر یک نقش آفرینی ماندگار به ارمغان آورد. در سال ۲۰۰۱ در فیلم ذهن زیبا نقش آفرینی برجسته‌ای انجام داد و برای سومین سال متوالی نامزد جایزه اسکار شد و نام خود را در کنار بازیگران بزرگی همچون مارلون براندو و آل پاچینو که سه سال متوالی نامزد اسکار شده بودند دید که البته به آن نرسید.
این سه فیلم او نامزد جایزه بهترین فیلم سال نیز بودند که دو فیلم آخر یعنی گلادیاتور و ذهن زیبا برنده بهترین فیلم سال شدند.

## فیلم‌شناسی

### فیلم
| سال  | عنوان                              | نقش                     | توضیحات                   |
| ---- | ---------------------------------- | ----------------------- | ------------------------- |
| ۱۹۹۰ | پیمان خونین                        | ستوان جک کوربت          |                           |
| ۱۹۹۰ | گذرگاه                             | جانی رایان              |                           |
| ۱۹۹۱ | مدرک                               | اندی                    |                           |
| ۱۹۹۱ | اسپاتسوود                          | کیم بری                 |                           |
| ۱۹۹۲ | رومپر استومپر                      | هندو                    |                           |
| ۱۹۹۳ | چکش بر روی سندان                   | ایست دریسکول            |                           |
| ۱۹۹۳ | برومبی نقره‌ای                      | مرد (اگان)              |                           |
| ۱۹۹۳ | برای یک لحظه                       | لاچلان کوری             |                           |
| ۱۹۹۳ | عشق در لیمبو                       | آرتور باسکین            |                           |
| ۱۹۹۴ | همه ما                             | جف میچل                 |                           |
| ۱۹۹۵ | سریع و مرده                        | کورت                    |                           |
| ۱۹۹۵ | هیچ راهی برای بازگشت نیست          | زک گرانت                |                           |
| ۱۹۹۵ | چیره‌دستی                           |                         |                           |
| ۱۹۹۵ | جادوی خشن                          | الکس راس                |                           |
| ۱۹۹۷ | محرمانه لس آنجلس                   | افسر وندل "باد" وایت    |                           |
| ۱۹۹۷ | بهشت سوزان                         | کالین اوبراین           |                           |
| ۱۹۹۷ | جدا شدن                            | استیو                   |                           |
| ۱۹۹۹ | معما، آلاسکا                       | کلانتر جان بیبی         |                           |
| ۱۹۹۹ | نفوذی                              | جفری ویگاند             |                           |
| ۲۰۰۰ | گلادیاتور                          | ماکسیموس دسیموس مریدیوس |                           |
| ۲۰۰۰ | دلیل زندگی                         | تری تورن                |                           |
| ۲۰۰۱ | ذهن زیبا                           | جان فوربز نش            |                           |
| ۲۰۰۳ | ناخدا و فرمانده: آخر دنیا          | کاپیتان جک اوبری        |                           |
| ۲۰۰۵ | مرد سیندرلایی                      | جیم جی برادوک           |                           |
| ۲۰۰۶ | یک سال خوب                         | مکس اسکینر              |                           |
| ۲۰۰۷ | پسران سوتین                        | گوینده                  | صداپیشه؛ مستند            |
| ۲۰۰۷ | ۳:۱۰ به یوما                       | بن وید                  |                           |
| ۲۰۰۷ | گانگستر آمریکایی                   | ریچی رابرتز             |                           |
| ۲۰۰۸ | یک مشت دروغ                        | اد هافمن                |                           |
| ۲۰۰۹ | لطافت                              | کارآگاه کریستوفورو      |                           |
| ۲۰۰۹ | وضعیت فعلی                         | کال مک‌آفری              |                           |
| ۲۰۱۰ | رابین هود                          | رابین هود               | همچنین تهیه‌کننده          |
| ۲۰۱۰ | سه روز آینده                       | جان برنان               |                           |
| ۲۰۱۲ | مردی با مشت‌های آهنین               | جک‌نایف                  |                           |
| ۲۰۱۲ | بینوایان                           | ژاور                    |                           |
| ۲۰۱۳ | شهر ویران                          | نیکلاس هاستلر           |                           |
| ۲۰۱۳ | مرد پولادین                        | جور-ال                  |                           |
| ۲۰۱۳ | وسواس قرمز                         | گوینده                  | صداپیشه؛ مستند            |
| ۲۰۱۴ | افسانه زمستان                      | پرلی سومز / دیمن        |                           |
| ۲۰۱۴ | نوح                                | نوح                     |                           |
| ۲۰۱۴ | آب‌شناس                             | جاشوا کانر              | نخستین کارگردانی          |
| ۲۰۱۵ | پدران و دختران                     | جیک دیویس               | همچنین تهیه‌کنندهٔ اجرایی   |
| ۲۰۱۶ | مردان خوب                          | جکسون هیلی              |                           |
| ۲۰۱۷ | ماشین جنگ                          | باب وایت                | حضور افتخاری              |
| ۲۰۱۷ | مومیایی                            | [ ۷ ]                   |                           |
| ۲۰۱۸ | لاپشت اودیسه                       | گوینده                  | مستند                     |
| ۲۰۱۸ | پسر پاک شد                         | مارشال ایمونز           |                           |
| ۲۰۱۹ | تاریخچه حقیقی دار و دسته کلی       | هری پاور                |                           |
| ۲۰۲۰ | نامتعادل                           | تام کوپر                |                           |
| ۲۰۲۱ | لیگ عدالت زک اسنایدر               | جور-ال                  | بدون ذکر نام در عوامل     |
| ۲۰۲۲ | ثور: عشق و آذرخش                   | زئوس                    |                           |
| ۲۰۲۲ | جایزه‌بگیر: زندگی جم بلچر           | جک اسلک                 |                           |
| ۲۰۲۲ | بزرگ‌ترین سفر تمام زمان‌ها برای آبجو | آرتور کوتس              |                           |
| ۲۰۲۲ | پوکر فیس                           | جیک فولی                | همچنین کارگردان و نویسنده |
| ۲۰۲۳ | جن‌گیر پاپ                          | گابریل امورث            | [ ۸ ]                     |
| ۲۰۲۴ | کریون شکارچی                       | نیکلای کراوینوف         | [ ۹ ]                     |
| ۲۰۲۴ | سرزمین بد                          | ریپر                    | [ ۱۰ ]                    |
| ۲۰۲۴ | سگ‌های خفته                         | روی فریمن               | [ ۱۱ ]                    |
| ۲۰۲۴ | جن‌گیری                             | آنتونی میلر             | [ ۱۲ ]                    |
| ۲۰۲۵ | روتکو                              | مارک روتکو              | آماده اکران               |
| ۲۰۲۵ | نورنبرگ                            | هرمان گورینگ            | پس‌تولید                   |